# Скобов, Александр Валерьевич
Алекса́ндр Вале́рьевич Ско́бов (род. 4 ноября 1957, Ленинград, РСФСР, СССР) — российский политический деятель, журналист, историк и правозащитник, публицист леволиберального направления, диссидент и политзаключённый. Был колумнистом портала Грани.ру.
1 октября 2024 года журналисту были предъявлены обвинения по ст. 205.2 УК РФ, в призывах к осуществлению терроризма и ст. 205.5 УК участию в террористическом сообществе. 21 марта 2025 года приговорён к 16 годам заключения. 
Признан политзаключённым. Свои политические взгляды определяет как «эсеро-меньшевик»

## Биография
После окончания школы учился на историческом факультете Ленинградского государственного университета.
2 февраля 1976 года, накануне открытия XXV съезда КПСС, в Ленинграде с галереи Гостиного двора активисты движения «Новых левых» разбросали листовки с призывами к свержению «тирании чиновников» и установлению «гуманного социализма». В них содержались лозунги: «Да здравствует новая революция! Да здравствует коммунизм!». Спустя две недели КГБ удалось найти участников этой акции — первокурсника истфака ЛГУ Александра Скобова, его товарищей Аркадия Цуркова и Андрея Резникова, Светлану Сенькину, Наталью Лопатневу, а также десятиклассника Александра Фоменкова. Они были исключены из комсомола и учебных заведений. Однако арестован Скобов был только в конце 1978 года, уже после того, как организовал небольшую молодёжную коммуну, после активного участия в деятельности группы «Левая оппозиция», выпуска в самиздате двух номеров журнала «Перспективы», редакторами которого был Скобов, Аркадий Цурков и Андрей Резников. В октябре 1978 года намечалась конференция, на которую пригласили единомышленников из Москвы, Горького и из других городов. Но начались обыски и допросы, задевшие около 40 человек. В течение октября были арестованы Александр Скобов и Аркадий Цурков (студент математического факультета ЛГПИ им. Герцена), а несколько позже — Алексей Хавин (студент-медик). Группа «Левая оппозиция» комбинировала классический марксизм с идеями анархизма, троцкизма и «новых левых». От эмиграции из СССР отказался; по приговору суда был помещён в психиатрическую спецбольницу.
В 1981 году после освобождения примкнул к деятельности СМОТ. Вот как он рассказывает об истории своего следующего ареста:

Мы между собой договорились, что если кого-то из нас возьмут, то остальные должны на это отвечать какими-то акциями протеста, листовки какие-то распространить в городе, или те же надписи на стенах делать политические крамольные. Все понимали, что пропагандистская отдача от таких акций, при той психологической атмосфере, которая в обществе господствовала, равнялась нулю. Всё это уходило в песок, и на народ совершенно впечатления не производило. Но почему-то на такие вещи репрессивная машина реагировала очень болезненно. Им было очень важно иметь общий фон психологический, что у нас никакой оппозиции нет и быть не может, тем более организованной, на что-то способной оппозиции, и это все должны знать. Ну, отдельные отщепенцы есть, их периодически ловят и судят за то, что они антисоветские пасквили печатают на машинках. В декабре 1982 года, сразу после ареста Льва Волохонского, я стал готовить акцию по расписыванию стен политическими лозунгами. Режим Ярузельского тогда сильно хвастался своими успехами в борьбе с подпольной «Солидарностью», что, надо сказать, было фуфлом. И это с радостью перепечатывали у нас, дескать, никакого подполья не осталось. Ну, вот вам, не осталось, зато у нас есть. И все эти лозунги должны быть подписаны СМОТом. А то, что не знают, что это такое, — так это плевать, пусть сами думают… Со мной была ещё одна девочка. Конкретного плана у нас не было, мы импровизировали. Написали лозунги во многих местах в центре города: во дворах Капеллы, напротив Большого Дома по улице Воинова, напротив здания школы… Больше десятка таких надписей синей краской: «Свободу политзаключенным! СМОТ», «Свободу Волохонскому! СМОТ», «„Солидарность“ жива! СМОТ». Это было в ночь с 12-го на 13-е декабря 1982 года. Через неделю, 20 декабря, меня арестовали.

Он вновь был помещён в спецпихбольницу, откуда вышел в 1985 году.
Участвовал в деятельности «Демократического Союза», за что в 1988 году подвергся обыску наряду с четырьмя другими фигурантами по «делу № 64» — последнему делу по статье 70 УК РФ в старой формулировке («антисоветская агитация»). Дело было закрыто в 1989 году в связи с изменением формулировки статьи.
В 1990-е годы работал учителем истории в школе, в 1997 году вышла написанная им книга «История России: 1917—1940 гг.: Учебное пособие по политической истории России для старших классов общеобразовательных школ».
После начала Первой чеченской войны — активный участник антивоенного движения, автор ряда антивоенных статей и обращений.
В конце первого десятилетия XXI века был членом партии «Яблоко», откуда вышел в 2010 году в результате принятого съездом партии решения о запрете членства в других политических организациях.
В 2009—2011 годах — член координационного совета петербургского отделения движения «Солидарность».
Поддерживал Бориса Стомахина, считая, что «нельзя убивать за слово, каким бы это слово ни было».
Во время войны на востоке Украины в 2014 году поддерживал Украину.
28 июля 2014 года во время прогулки по ночному Санкт-Петербургу был ограблен, избит и получил несколько ударов ножом. Был госпитализирован в Елизаветинскую больницу.
В 2016 году Скобов заявил, что никогда не проголосует за Алексея Навального из-за его позиции по Крыму.
26 ноября 2018 года Скобов повторил призыв «убей колорада» на своей странице в Facebook. По данному эпизоду в течение трёх лет ФСБ проводила проверку.
Открыто выступил против российского вторжения на Украину, призывал помогать украинской армии. 22 марта 2024 года Министерством юстиции России внесён в список физических лиц «иностранных агентов».
2 апреля 2024 года был задержан за интернет-посты о подрыве Крымского моста. Ему инкриминируют ст. 205.2 УК РФ — публичное оправдание терроризма. По решению суда помещён в СИЗО. В конце апреля этапирован в СИЗО-1 Сыктывкара.
21 марта 2025 года 1-й Западный окружной военный суд Санкт-Петербурга приговорил Александра Скобова к 16 годам лишения свободы, признав его виновным в оправдании терроризма и участии в деятельности террористического сообщества. Также ему был назначен штраф 300 тысяч рублей и запрет на администрирование сайтов в течение четырёх лет после освобождения. Перед оглашением приговора выступил с последним словом.

## Публикации
- Левый поворот (возможен ли у нас Народный Фронт?)
- Левизна и правота